# Маринус ван Реймерсвале
Маринус ван Реймерсвале (нід. Marinus van Reymerswaele; бл. 1490, Реймерсвал –1546 або 1567, Гус) — фламандський художник періоду Північного Відродження.

## Життєпис
Син художника Клауса ван Реймерсвале. Народився близько 1490 року в Реймерсваалі. Можливо спочатку був учнем батька. Відомо, що у 1504 році був студентом Левенського університету. 1509 року перебирається до Антверпену, де стає учнем Симона ван Даеля, художника-скляра. Невдовзі увійшов до художньої гільдії Св. Луки.
Розквіт творчості в Антверпені припадає на 1521—1540 роки. Після цього перебирається до міста Гус.
Ймовірно він прийняв активну участь у русі іконоборців у Міддельбурге, за що був засуджений на публічне покаяння в 1566 році і до 10 років вигнання. Втім частина дослідників вважають це різними особами. Тому існує дискусія щодо року смерті: 1546 або 1567.

## Творчість
Вважається учнем Квентіна Массейса або щонайменше відчув його вплив в своїй творчості, оскільки жанрові твори Массейса він вільно копіював і імітував все життя. Був дуже прискіпливим до ретельно відображення різних дрібниць на своїх картинах, прагнув до реалізму в зображенні. Динаміка осіб прослідковується у міміці, поглядах і рухах героїв. З ранніх до пізніх картин прослідковується зміна якості: поступово з'являється застосування перспективи, змінюється кольорове рішення (фарби стають світлішими і більш насиченими), збільшується кількість деталей, відображення емоцій, рухливість, обличчя стають дедалі більш реалістичними і натуралістичними.
Йому було притаманне гостре бачення характерного в людині, яке він підсилював, доводячи іноді до злого, гострого гротеску. Художника тішило видовище людської жадібності і скупості, які перетворюють людей на моральних виродків. Осуд, осміяння цього морального каліцтва і стало його головною метою творчості. Тому він часто зображував митарів, банкірів, лихварів, збирачів податків. Особливо популярною була остання тема, відомо 13 варіантів картини «Збирачі податків». Ці картину являли собою побутовий портрет декількох осіб за різним заняттям.
Звертався також до релігійних мотивів, зображуючи на численних картинах апостола Матвія і Святого Єроніма.